# FLUKA
FLUKA (нем. FLUktuierende KAskade) — программа для моделирования взаимодействия частиц с веществом, в том числе частиц сверхвысоких энергий, с использованием метода Монте-Карло. Программа широко применяется в физике высоких энергий, для расчётов радиационной защиты, в медицинской физике, дозиметрии, радиотерапии.
Проект спонсируется INFN и CERN.
Написана на языке программирования FORTRAN (на сегодняшний день для 32-битной конфигурации требуется компилятор g77 версии 3.4 или старше).
В 2008 году разработан графический интерфейс для анализа результатов работы — flukaGUI.
Ранние версии FLUKA, в части генератора событий адронов, включались в некоторые другие проекты, в том числе в Geant — их названия правильно комбинировать, например, GEANT-FLUKA, а сами проекты отличать от остальных.